# Lijst van profwielrenners overleden tijdens de beoefening van hun sport
Hieronder staat een lijst van profwielrenners die zijn omgekomen tijdens de beoefening van hun sport.

## Wielrenners overleden tijdens een wedstrijd
| Naam                            | Nation.     | Datum      | Leeft. | Plaats                                                   | Land             | Wedstrijd                                    | Oorzaak                          | Eventuele toelichting en/of referentie |
| ------------------------------- | ----------- | ---------- | ------ | -------------------------------------------------------- | ---------------- | -------------------------------------------- | -------------------------------- | --- |
| Beau van Izerloo                | Nederlands  | 2025-03-28 | 22     | Hotton                                                   | België           | Arden Challenge                              | aanrijding                       | ongeval na de eerste rit in de Arden Challenge, dodehoekongeval met een vrachtwagen.                                                                                     |
| Muriel Furrer                   | Zwitsers    | 2024-09-27 | 18     | Zürich                                                   | Zwitserland      | wereldkampioenschap                          | val                              | overleden een dag na valpartij op het wereldkampioenschap op de weg voor junioren                                                                                        |
| André Drege                     | Noors       | 2024-07-06 | 25     | Großglockner                                             | Oostenrijk       | Ronde van Oostenrijk                         | val                              | overleden na valpartij in de afdaling van de Großglockner |
| Gino Mäder                      | Zwitsers    | 2023-06-16 | 26     | Chur (ziekenhuis)                                        | Zwitserland      | Ronde van Zwitserland                        | val                              | val in de afdaling van de Albulapas, ter plaatse gereanimeerd en afgevoerd per traumahelikopter en later overleden in het ziekenhuis                                     |
| Suleiman Kangangi               | Keniaans    | 2022-08-27 | 33     | Vermont                                                  | Verenigde Staten | Vermont Overland gravelrace                  | val                              | val in gravelrace |
| Bjorg Lambrecht                 | Belgisch    | 2019-08-05 | 22     | Bełk (duiker) Rybnik (ziekenhuis)                        | Polen            | Ronde van Polen                              | val                              | val tegen betonnen duiker, ter plaatse gereanimeerd en afgevoerd per ambulance, maar later overleden op de operatietafel in het ziekenhuis van Rybnik                    |
| Robbert de Greef                | Nederlands  | 2019-04-26 | 27     | Antwerpen                                                | België           | Omloop van de Braakman                       | hartstilstand                    | ter plaatse gereanimeerd maar later aan hersenbloeding overleden in het ziekenhuis                                                                                       |
| Stef Loos                       | Belgisch    | 2019-03-17 | 19     | Dottignies (aanrijding bestelwagen) Doornik (ziekenhuis) | België           | Mémorial Alfred Gadenne                      | aanrijding                       | aanrijding door bestelwagen, afgevoerd per ambulance, later overleden in het ziekenhuis van Doornik                                                                      |
| Michael Goolaerts               | Belgisch    | 2018-04-08 | 23     | Lille                                                    | Frankrijk        | Parijs-Roubaix                               | hartstilstand                    | hartstilstand gebeurde ca. 150 km voor de finish |
| Mathieu Riebel                  | Frans       | 2017-10-20 | 20     | Païta                                                    | Frankrijk        | Ronde van Nieuw-Caledonië                    | aanrijding                       | aanrijding met ambulance die uit tegengestelde richting kwam, tijdens een afdaling                                                                                       |
| Chad Young                      | Amerikaans  | 2017-04-28 | 21     | Tucson                                                   | Verenigde Staten | Ronde van de Gila                            | val                              | ten val gekomen terwijl hij een groep renners achtervolgde |
| Mike Hall                       | Brits       | 2017-03-31 | 35     | Canberra                                                 | Australië        | Indian Pacific Wheel Race                    | aanrijding                       | werd in het donker aangereden door een auto en was vrijwel op slag dood                                                                                                  |
| Gijs Verdick                    | Nederlands  | 2016-05-09 | 21     | Zwolle                                                   | Nederland        | Carpathian Couriers Race                     | hartinfarct                      | kreeg 's nachts een hartinfarct en na naar ziekenhuis te zijn overgebracht nog een tweede                                                                                |
| Daan Myngheer                   | Belgisch    | 2016-03-29 | 22     | Ajaccio                                                  | Frankrijk        | 1e etappe Internationaal Wegcriterium 2016   | hartstilstand                    | stapte af 25 km voor de finish, kreeg in de ambulance een hartstilstand                                                                                                  |
| Antoine Demoitié                | Belgisch    | 2016-03-27 | 25     | Rijsel                                                   | Frankrijk        | Gent-Wevelgem 2016                           | aanrijding                       | kwam ten val en werd vervolgens aangereden door een motorrijder van de Belgische wielerbond die niet meer op tijd kon remmen, overleed in het ziekenhuis                 |
| Wouter Weylandt                 | Belgisch    | 2011-05-09 | 26     | Bedonia                                                  | Italië           | 3e etappe in de Ronde van Italië 2011        | val                              | kwam ten val tijdens een afdaling, verloor het bewustzijn en werd per helikopter naar het ziekenhuis gebracht                                                            |
| Thomas Casarotto                | Italiaans   | 2010-09-15 | 19     | Udine                                                    | Italië           | Ronde van Friuli-Venezia Giulia              | aanrijding                       | botsing tegen auto tijdens afdaling |
| Frederiek Nolf                  | Belgisch    | 2009-02-05 | 21     | Qatar                                                    | Qatar            | Ronde van Qatar                              | hartinfarct                      | overleden tijdens de nacht van de 4de op de 5de etappe door een hartinfarct in zijn slaap                                                                                |
| Bruno Neves                     | Portugees   | 2008-05-11 | 27     | Amarante                                                 | Portugal         | Clássica de Amarante                         | val                              | val tijdens afdaling |
| Isaac Gálvez                    | Spaans      | 2006-11-26 | 31     | Gent                                                     | België           | Zesdaagse van Gent                           | val                              | valtegen balustrade van het Kuipke |
| Alessio Galletti                | Italiaans   | 2005-06-15 | 37     | Oviedo                                                   | Spanje           | Subida al Naranco                            | hartstilstand                    | |
| Tim Pauwels                     | Belgisch    | 2004-09-26 | 22     | Erpe-Mere                                                | België           | veldrit Erpe-Mere                            | val                              | hartaderbreuk na val in haag, ondanks reanimatie overleden in Aalst |
| Fabrice Salanson                | Frans       | 2003-06-03 | 23     | Dresden                                                  | Duitsland        | Ronde van Duitsland                          | hartstilstand                    | overleden de nacht voor de start van de Ronde van Duitsland |
| Marco Ceriani                   | Italiaans   | 2003-05-05 | 16     | /                                                        | Italië           | ?                                            | hartstilstand                    | hartstilstand tijdens wedstrijd, twee weken later overleden in ziekenhuis                                                                                                |
| Kenny Vanstreels                | Belgisch    | 2003-03-02 | 19     | Sint-Truiden                                             | België           | Omloop van Haspengouw                        | onwel geworden                   | onwel geworden kort na de start, overleden in rennersbus |
| Andrej Kivilev                  | Kazachs     | 2003-03-12 | 29     | Saint-Étienne                                            | Frankrijk        | 2e etappe Parijs-Nice                        | val                              | schedelfractuur door val |
| Nicole Reinhart                 | Amerikaans  | 2001-09-17 | 29     | Arlington, Massachusetts                                 | Verenigde Staten | 2000 BMC Software Cycling Grand Prix         | val                              | |
| Saúl Morales Corral             | Spanjaard   | 2000-02-28 | 27     | Caucete                                                  | Argentinië       | 7e etappe Ronde van Argentinië               | aanrijding                       | botste op een vrachtwagen en overleed aan zijn verwondingen onderweg naar het ziekenhuis                                                                                 |
| Manuel Sanromà                  | Spaans      | 1999-06-19 | 22     | Sant Pere de Ribes (Barcelona)                           | Spanje           | Ronde van Catalonië                          | val                              | [ 27 ] |
| Björn Stenersen                 | Noors       | 1998-09-12 | 28     | Trondheim                                                | Noorwegen        | wedstrijd in Trondheim                       | onwel geworden                   | ondanks reanimatie ter plaatse overleden |
| Danny Jonckheere                | Belgisch    | 1996-08-28 | 22     | Roeselare                                                | België           | wedstrijd in Roeselare                       | val                              | belandde na val onder de wielen van een bus aan de andere kant van de weg                                                                                                |
| Fabio Casartelli                | Italiaans   | 1995-07-18 | 24     | Col de Portet-d'Aspet                                    | Frankrijk        | 15e etappe van de Ronde van Frankrijk        | val                              | schedelfractuur door val in afdaling |
| Philippe Marchix                | Frans       | 1995-06-30 | 22     | Andelys                                                  | Frankrijk        | 1e etappe Ronde van de Eure (amateurs)       | val                              | val tegen stoeprand |
| Augusto Triana                  | Colombiaans | 1995-02-21 | 27     | Manizales                                                | Colombia         | wedstrijd in Manizales                       | verkeersongeval                  | verpletterd door vrachtwagen die neerstortte van hogere weg |
| Hernán Patiño                   | Colombiaans | 1995-02-21 | 28     | Manizales                                                | Colombia         | wedstrijd in Manizales                       | verkeersongeval                  | verpletterd door vrachtwagen die neerstortte van hogere weg |
| Nestor Zárate                   | Colombiaans | 1995-02-20 | 31     | Manizales                                                | Colombia         | wedstrijd in Manizales                       | verkeersongeval                  | verpletterd door vrachtwagen die neerstortte van hogere weg |
| Geert De Vlaeminck              | Belgisch    | 1993-10-09 | 26     | Heist-op-den-Berg                                        | België           | veldrit Heist-op-den-Berg                    | hartstilstand                    | zoon van oud-wereldkampioen Erik De Vlaeminck, die bij de wedstrijd aanwezig was                                                                                         |
| Wim Lambrechts                  | Belgisch    | 1992-08-16 | 25     | Overijse                                                 | België           | finale van de Beker van België mountainbiken | hartstilstand                    | |
| Danny Alaerts                   | Belgisch    | 1991-10-08 | 23     | Leuven                                                   | België           | kermiskoers                                  | val                              | schedelfractuur door val tegen camper |
| Connie Meijer                   | Nederlands  | 1988-08-17 | 25     | Naaldwijk                                                | Nederland        | criterium                                    | hartstilstand                    | |
| Michel Goffin                   | Belgisch    | 1987-03-05 | 25     | ??                                                       | Frankrijk        | Ronde van de Haut-Var                        | val                              | val in een ravijn, overleed in Marseille |
| Vicente Mata                    | Spaans      | 1987-02-15 | 23     | Valencia                                                 | Spanje           | Trofeo Luis Puig                             | aanrijding                       | aangereden door een auto, overleden in het ziekenhuis |
| Emilio Ravasio                  | Italiaans   | 1986-05-26 | 23     | Sicilië                                                  | Italië           | 1e etappe in Ronde van Italië                | val                              | kwam enkele kilometers voor de finish ernstig ten val, krabbelde nochtans op om de etappe te volbrengen en stortte naderhand in elkaar door een bloedprop in de hersenen |
| Joaquim Agostinho               | Portugees   | 1984-05-10 | 41     | Quarteira                                                | Portugal         | Ronde van de Algarve                         | aanrijding                       | reed bij aankomst een hond aan en moest 400 km per ambulance vervoerd worden                                                                                             |
| Wilfried van den Broeck         | Belgisch    | 1982-03-20 | 24     | Willebroek                                               | België           | wedstrijd in Willebroek                      | val                              | schedelfractuur door val tegen stoeprand |
| Alain Meunier                   | Frans       | 1980-07-14 | 27     | Salbris                                                  | Frankrijk        | wedstrijd in Salbris                         | val                              | overleden in Tours |
| Pedro Jesús Huertas             | Spaans      | 1979-09-25 | 26     | Caboalles de Abajo                                       | Spanje           | Grote Prijs van Caboalles de Abajo           | val                              | |
| Dave Broadbent                  | Brits       | 1979-06-18 | 32     | Newport                                                  | Groot-Brittannië | criterium                                    | val                              | |
| Bas Hordijk                     | Nederlands  | 1977-07-30 | 25     | Santpoort                                                | Nederland        | criterium                                    | hartstilstand                    | |
| Juan Manuel Santisteban Lapeire | Spaans      | 1976-05-21 | 31     | Catania                                                  | Italië           | 1e etappe Ronde van Italië                   | val                              | val tegen dranghekken |
| Maurice Laforest                | Frans       | 1975-05-17 | 33     | Saramon                                                  | Frankrijk        | criterium                                    | [ bron? ]                        | |
| François Lebihan                | Frans       | 1972-04-26 | 37     | Pabu                                                     | Frankrijk        | wielerwedstrijd in Bretagne                  | val                              | plotse dood |
| Manuel Galera                   | Spaans      | 1972-02-72 | 28     | Puerto el Mojon                                          | Spanje           | 2e etappe Ruta del Sol                       | val                              | [ bron? ] |
| Jean-Pierre Monseré             | Belgisch    | 1971-03-15 | 22     | Lille                                                    | België           | kermiskoers te Retie                         | aanrijding                       | botsing op tegenliggende wagen |
| Ben Jurriaans                   | Nederlands  | 1971-07-01 | 19     | Leidschendam                                             | Nederland        | criterium                                    | val                              | val tegen stoeprand |
| José Samyn                      | Frans       | 1969-08-28 | 23     | Zingem                                                   | België           | criterium                                    | val                              | na botsing tegen verkoper van programmaboekjes |
| Roger De Wilde                  | Belgisch    | 1967-09-23 | 25     | Kemzeke                                                  | België           | wegwedstrijd                                 | hartstilstand                    | |
| Valentin Uriona                 | Spaans      | 1967-07-30 | 26     | Sabadell                                                 | Spanje           | 66e Spaans kampioenschap                     | val                              | [ 33 ] |
| Tom Simpson                     | Brits       | 1967-07-13 | 29     | Mont Ventoux                                             | Frankrijk        | Ronde van Frankrijk 1967                     | hartinfarct                      | door combinatie van doping, hitte en uitputting |
| André Naessens                  | Belgisch    | 1967-06-03 | 23     | Wingene                                                  | België           | wegwedstrijd te Wingene                      | hartstilstand?                   | [ 34 ] [ 35 ] |
| Toine Mazairac                  | Nederlands  | 1966-09-11 | 65     | Dortmund                                                 | West-Duitsland   | wedstrijd voor veteranen                     | val                              | schedelbasisfractuur |
| Amelio Mendíjur                 | Spaans      | 1965-06-08 | 22     | Zumárraga                                                | Spanje           | GP Pentecostés                               | val                              | na aanrijding tegen wagen in de afdaling van de Eizaga |
| Marc Huiart                     | Frans       | 1962-07-29 | 26     | Fourmies                                                 | Frankrijk        | Grote Prijs van Fourmies                     | schedelfractuur door val         | na aanrijding met auto uit tegengestelde richting |
| Alessandro Fantini              | Italiaans   | 1961-05-05 | 29     | Trier                                                    | West-Duitsland   | 6e etappe Ronde van Duitsland 1961           | schedelfractuur door val         | tijdens massasprint |
| Knud Jensen                     | Deens       | 1960-08-26 | 24     | Rome                                                     | Italië           | Olympische Spelen 1960                       | schedelfractuur door val         | combinatie van doping en hitte |
| Willy Lauwers                   | Belgisch    | 1959-04-12 | 22     | Palma de Mallorca                                        | Spanje           | wedstrijd op piste                           | val                              | [ 37 ] |
| Russell Mockridge               | Australisch | 1958-09-12 | 30     | Melbourne                                                | Australië        | Tour of Gippsland                            | val                              | na aanrijding van bus |
| Joaquín Polo                    | Spaans      | 1958-08-03 | ??     | Santarem                                                 | Portugal         | 2e etappe Ronde van Portugal                 | zonnesteek                       | val na bewustzijnsverlies |
| Raúl Motos                      | Spaans      | 1958-08-03 | 25     | Santarem                                                 | Portugal         | 2e etappe Ronde van Portugal                 | zonnesteek                       | bewustzijnsverlies na aankomst |
| Michel Ellena                   | Frans       | 1957-03-04 | 27     | Mougins                                                  | Frankrijk        | wedstrijd in Nice-Mont Agel                  | val                              | |
| Stan Ockers                     | Belgisch    | 1956-10-01 | 36     | Antwerpen                                                | België           | wedstrijd op piste                           | val na botsing met andere renner | [ 39 ] |
| Antonio Sánchez Velando         | Spaans      | 1954-04-13 | ??     | Cartagena                                                | Spanje           | criterium                                    | val                              | |
| Erich Metze                     | Duits       | 1952-05-28 | 43     | Erfurt                                                   | Oost-Duitsland   | wedstrijd op piste                           | schedelfractuur door val         | |
| Orfeo Ponsin                    | Italiaans   | 1952-05-20 | 23     | Madonna di Brecciano (Rome)                              | Italië           | 4e etappe Ronde van Italië 1952              | val                              | tijdens afdaling van de Col della Merluzza |
| Emilio Marti                    | Spaans      | 1951-09-21 |        | La Seu d'Urgell                                          | Spanje           | 9e etappe Ronde van Catalonië                | val                              | |
| Serse Coppi                     | Italiaans   | 1951-06-29 | 28     | Turijn                                                   | Italië           | Ronde van Piëmont                            | val                              | broer van Fausto Coppi's wiel raakte klem tussen tramsporen |
| Gerard Van Beek                 | Nederlands  | 1951-03-15 | 27     | West-Berlijn                                             | West-Duitsland   | Zesdaagse van Berlijn                        | val                              | |
| Camille Danguillaume            | Frans       | 1950-06-26 | 31     | Montlhéry                                                | Frankrijk        | Frans kampioenschap wielrennen               | aangereden door volgmotor        | |
| Paul Chocque                    | Frans       | 1949-09-04 | 39     | Parc des PrincesParijs                                   | Frankrijk        | wedstrijd stayeren                           | val                              | |
| Léon Level                      | Frans       | 1949-03-26 | 38     | Parc des PrincesParijs                                   | Frankrijk        | wedstrijd stayeren                           | schedelfractuur door val         | na defecte motor van gangmaker |
| Giovanni Ronco                  | Italiaans   | 1948-07-15 | 30     | Nancy                                                    | Frankrijk        | Ronde van Lotharingen                        | val                              | |
| Richard Depoorter               | Belgisch    | 1948-06-16 | 33     | Wassen                                                   | Zwitserland      | 4e etappe Ronde van Zwitserland              | val in afdaling Sustenpas        | |
| Roland Lemoine                  | Frans       | 1947-06-18 | 34     | Tracy-sur-Mer                                            | Frankrijk        | GP du Débarquement                           | val                              | |
| Triphon Verstraeten             | Belgisch    | 1946-10-04 | 26     | Asper                                                    | België           | wedstrijd                                    | val                              | |
| Bruno Carini                    | Italiaans   | 1946-08-15 | 32     | Aubagne                                                  | Frankrijk        | GP du Débarquement                           | val                              | |
| André Raynaud                   | Frans       | 1937-03-29 | 32     | Antwerpen                                                | België           | wedstrijd stayeren                           | val na klapband                  | |
| Francisco Cepeda                | Spaans      | 1935-07-14 | 29     | Col du Galibier                                          | Frankrijk        | 7e etappe Ronde van Frankrijk 1935           | val                              | bij afdaling val in ravijn schedelbasisfractuur |
| Emilio Richli                   | Zwitsers    | 1934-05-13 | 30     | Zürich                                                   | Zwitserland      | Zwitsers kampioenschap baanwielrennen        | val op de piste                  | overleden in het ziekenhuis van Zürich |
| Georges Lemaire                 | Belgisch    | 1933-09-29 | 28     | Tervuren                                                 | België           | Kampioenschap van België voor Interclubs     | schedelfractuur door val         | |
| Franz Krupkat                   | Duits       | 1927-06-01 | 33     | Leipzig                                                  | Duitse Rijk      | wedstrijd stayeren                           | val achter zware motor           | |
| Gustave Ganay                   | Frans       | 1926-08-23 | 34     | Parc des PrincesParijs                                   | Frankrijk        | wedstrijd stayeren                           | val                              | |
| Peter Günter                    | Duits       | 1918-10-18 | 36     | Düsseldorf                                               | Duitse Rijk      | wedstrijd stayeren                           | val                              | |
| Louis Darragon                  | Frans       | 1918-04-18 | 35     | Wintervelodroom Parijs                                   | Frankrijk        | wedstrijd stayeren                           | val                              | gevolg van onveilig materiaal in oorlogstijd |
| Jakob Esser                     | Duits       | 1917-07-08 | 36     | Düsseldorf                                               | Duitse Rijk      | wedstrijd stayeren                           | val                              | |
| Willy Hamann                    | Duits       | 1914-07-28 | ??     | Treptower-wielerbaan Berlijn                             | Duitse Rijk      | wedstrijd op piste                           | val                              | |
| Piet van Nek sr.                | Nederlands  | 1914-04-14 | 28     | Leipzig                                                  | Duitse Rijk      | wedstrijd stayeren                           | val na klapband                  | |
| Hugo Marktscheffel              | Duits       | 1914-00-00 |        | Thüringen                                                | Duitse Rijk      | Rund um die Hainleite                        | val                              | |
| August Kraft                    | Duits       | 1913-07-25 | 31     | Straatsburg                                              | Duitse Rijk      | wedstrijd stayeren                           | val                              | |
| Richard Scheuermann             | Duits       | 1913-09-07 | 36     | Keulen                                                   | Duitse Rijk      | wedstrijd stayeren                           | botsing met motor                | na klapband motor sloeg deze om en verpletterde de renner |
| Max Hansen                      | Duits       | 1913-10-00 |        | Berlijn                                                  | Duitse Rijk      | wedstrijd stayeren                           | val                              | |
| Hans Lange                      | Duits       | 1913-10-00 |        | Halle                                                    | Duitse Rijk      | wedstrijd stayeren                           | val                              | |
| Hugh McLean                     | Amerikaans  | 1909-09-03 | 28     | Revere Beach Boston                                      | Verenigde Staten | wedstrijd stayeren                           |                                  | |
| Karel Verbist                   | Belgisch    | 1909-06-21 | 25     | Sint-Jans-Molenbeek                                      | België           | wedstrijd stayeren                           | val                              | veroorzaakt door klapband bij gangmaker |
| Gustav Schadebrodt              | Duits       | 1908-10-22 | 25     | Treptow                                                  | Duitse Rijk      | wedstrijd stayeren                           | val                              | |
| Louis Mettling                  | Amerikaans  | 1907-07-21 | 22     | Dresden                                                  | Duitse Rijk      | wedstrijd stayeren                           | onwel geworden en gevallen       | schedelfractuur |
| Gustav Freudenberg              | Duits       | 1906-04-29 | 30     | Maagdenburg                                              | Duitse Rijk      | wedstrijd stayeren                           | val                              | tegen stilstaande motor opgebotst en doodgebloed |
| Willy Schmitter                 | Duits       | 1905-09-18 | 21     | Leipzig                                                  | Duitse Rijk      | Europees kampioenschap                       | schedelfractuur door val         | |
| Hubert Sevenich                 | Duits       | 1905-05-07 | 26     | Braunschweig                                             | Duitse Rijk      | Europees kampioenschap                       | overreden                        | door achteropkomende motor |
| George Leander                  | Amerikaans  | 1904-08-21 | 22     | Parijs                                                   | Frankrijk        | Grote Prijs van Parijs                       | val                              | na contact met rol van motor |
| Karl Käser                      | Duits       | 1904-08-16 | 30     | Plauen                                                   | Duitse Rijk      | wedstrijd stayeren                           | val                              | na contact met motor |
| Charles Albert Brécy            | Frans       | 1904-11-25 | 31     | Parijs                                                   | Frankrijk        | Aanval op werelduurrecord                    | val                              | na vorkbreuk motor |
| Paul Dangla                     | Frans       | 1904-06-24 | 22     | Maagdenburg                                              | Duitse Rijk      | Grote Prijs van Maagdenburg                  | val                              | |
| Harry Elkes                     | Amerikaans  | 1904-05-30 | 25     | Boston                                                   | Verenigde Staten | 20 milesrace                                 | val                              | hoofd verpletterd door achteropkomende motor |
| Alfred Görnemann                | Duits       | 1903-10-11 | 26     | Dresden                                                  | Duitse Rijk      | Grote Prijs van Dresden                      | val                              | na wielbreuk motor |

## Wielrenners overleden buiten een wedstrijd
| Naam                       | Nation.      | Datum      | Leeft. | Plaats                  | Land             | Oorzaak                                                       | Eventuele toelichting en/of referentie |
| -------------------------- | ------------ | ---------- | ------ | ----------------------- | ---------------- | ------------------------------------------------------------- | --- |
| Sara Piffer                | Italiaanse   | 2025-01-24 | 19     | Trente (provincie)      | Italië           | verkeersongeval tijdens training, aanrijding met personenauto | [ 42 ] [ 43 ] |
| Miel Dekien                | Belgisch     | 2024-11-08 | 18     | Beerst, Diksmuide       | België           | verkeersongeval                                               | , |
| Jonas Bresseleers          | Belgisch     | 2024-03-15 | 24     | Meer                    | België           | verkeersongeval tijdens training, aanrijding met vrachtwagen  | [ 46 ] |
| Juan Pujalte               | Spaanse      | 2024-02-28 | 18     | Murcia                  | Spanje           | verkeersongeval tijdens training                              | [ 47 ] |
| Tijl De Decker             | Belgisch     | 2023-08-25 | 22     | Edegem (UZA)            | België           | verkeersongeval tijdens training, aanrijding met personenauto | ongeval in Lier, overleden in het ziekenhuis |
| Connor Lambert             | Australisch  | 2023-07-12 | 25     | Molenbaix               | België           | verkeersongeval tijdens training, aanrijding met vrachtwagen  | [ 49 ] |
| Germán Chaves              | Colombiaans  | 2023-06-04 | 28     | Chocontá                | Colombia         | verkeersongeval tijdens training, aanrijding met vrachtwagen  | [ 50 ] |
| Estela Domínguez           | Spaanse      | 2023-02-09 | 18     | Villares de la Reina    | Spanje           | verkeersongeval tijdens training, aanrijding met vrachtwagen  | [ 51 ] |
| Davide Rebellin            | Italiaans    | 2022-30-11 | 51     | Montebello Vicentino    | Italië           | verkeersongeval tijdens training, aanrijding met vrachtwagen  | [ 52 ] |
| Lars Janssens*             | Belgisch     | 2022-08-08 | 16     | Malmedy                 | België           | verkeersongeval tijdens training                              | bestuurder was onder invloed van cannabis (*) wielrenner bij nieuwelingen, geen profwielrenner bij overlijden                                                                        |
| Jolien Verschueren         | Belgisch     | 2021-07-02 | 31     | Kruishoutem             | België           | hersentumor                                                   | [ 54 ] |
| Jan Riedmann               | Duits        | 2020-08-03 | 17     | Sugensheim              | Duitsland        | verkeersongeval tijdens training                              | [ 55 ] |
| Joren Touquet              | Belgisch     | 2019-06-18 | 26     | Tenerife                | Spanje           | overleden in slaap                                            | [ 56 ] |
| Jimmy Duquennoy            | Belgisch     | 2018-10-05 | 23     | Doornik                 | België           | hartstilstand                                                 | [ 57 ] |
| Jeroen Goeleven            | Belgisch     | 2018-04-17 | 25     | Paal                    | België           | natuurlijke oorzaak                                           | [ 58 ] |
| Bjarne Vanacker            | Belgisch     | 2017-11-06 | 20     | Torhout                 | België           | onbekend                                                      | [ 59 ] |
| Michele Scarponi           | Italiaans    | 2017-04-22 | 37     | Filottrano              | Italië           | verkeersongeval tijdens training                              | [ 60 ] |
| Jonathan Baratto           | Belgisch     | 2015-06-12 | 23     | Remouchamps             | België           | verkeersongeval tijdens training                              | [ 61 ] |
| Igor Decraene*             | Belgisch     | 2014-08-30 | 18     | Zulte                   | België           | aangereden door trein                                         | (*) junior wielrenner, geen profwielrenner bij overlijden |
| Kristof Goddaert           | Belgisch     | 2014-02-18 | 27     | Antwerpen               | België           | verkeersongeval tijdens training                              | [ 64 ] |
| Amy Dombroski              | Amerikaans   | 2013-10-03 | 26     | Begijnendijk            | België           | verkeersongeval tijdens training                              | [ 65 ] |
| Wouter Dewilde             | Belgisch     | 2013-05-01 | 33     | Brugge (ziekenhuis)     | België           | val tijdens sprint in Veldegem                                | overleden in een ziekenhuis in Brugge |
| Víctor Cabedo              | Spaans       | 2012-09-19 | 23     | Aín                     | Spanje           | verkeersongeval tijdens training                              | [ 67 ] |
| Rob Goris                  | Belgisch     | 2012-07-05 | 30     | Honfleur                | Frankrijk        | hartinfarct                                                   | was de avond ervoor samen met zijn vriendin te gast in Vive le vélo tijdens de Ronde van Frankrijk                                                                                   |
| Xavier Tondó               | Spaans       | 2011-05-23 | 32     | Granada                 | Spanje           | huiselijk ongeval                                             | bij verlaten garage voor hoogtestagetraining met Beñat Intxausti valt garagedeur in zijn nek                                                                                         |
| Dimitri De Fauw            | Belgisch     | 2009-11-06 | 28     | ?                       | België           | zelfmoord                                                     | [ 69 ] |
| Frank Vandenbroucke        | Belgisch     | 2009-10-12 | 34     | Senegal                 | Senegal          | longembolie                                                   | had contract tot augustus en onderhandeling met nieuwe ploeg was bezig |
| Zinaida Stahoerskaja       | Wit-Russisch | 2009-06-25 | 38     | Wizebsk                 | Wit-Rusland      | verkeersongeval tijdens training                              | |
| Jason MacIntyre            | Brits-Schots | 2008-01-15 | 34     | Fort William, Schotland | Groot-Brittannië | verkeersongeval tijdens training                              | |
| Damian McDonald            | Australisch  | 2007-03-23 | 35     | Melbourne               | Australië        | explosie in tunnel na verkeersongeval                         | [ 71 ] |
| Scott Peoples              | Australisch  | 2006-12-15 | 20     | Melbourne               | Australië        | verkeersongeval tijdens training                              | langs achteren aangereden |
| Ubaldo Mesa Estepa         | Colombiaans  | 2005-10-09 | 31     | San Cristóbal           | Venezuela        | hartstilstand                                                 | kort voor vertrek 8e etappe Clasico Banfoandes |
| Amy Gillett                | Australisch  | 2005-07-18 | 29     | Zeulenroda              | Duitsland        | verkeersongeval tijdens training                              | met haar team frontaal aangereden door jonge bestuurster die controle over het stuur verloor                                                                                         |
| Stive Vermaut              | Belgisch     | 2004-06-28 | 28     | Roeselare               | België           | hartstilstand tijdens fietstocht                              | overleden na twee weken in coma in het ziekenhuis |
| Marco Pantani              | Italiaans    | 2004-02-14 | 34     | Rimini                  | Italië           | overdosis drugs en medicijnen                                 | |
| Johan Sermon               | Belgisch     | 2004-02-12 | 21     | ?                       | België           | overleden in zijn slaap                                       | [ 74 ] |
| José María (Chaba) Jiménez | Spaans       | 2003-12-06 | 32     | Madrid                  | Spanje           | hartstilstand                                                 | |
| Marco Rusconi              | Italiaans    | 2003-11-14 | 24     | Como                    | Italië           | hartstilstand                                                 | |
| Lauri Aus                  | Ests         | 2003-07-20 | 32     | Tartu                   | Estland          | verkeersongeval tijdens training                              | aangereden door dronken chauffeur |
| Denis Zanette              | Italiaans    | 2003-01-10 | 32     | Pordenone               | Italië           | hartstilstand                                                 | |
| David Martin               | Amerikaans   | 2002-11-04 | 33     | Emerson (Georgia)       | Verenigde Staten | verkeersongeval tijdens training                              | [ 75 ] |
| Johan Mannaert             | Belgisch     | 2002-08-29 | 19     | Grembergen              | België           | overleden in zijn slaap                                       | [ 76 ] |
| Kim Van Bouwel             | Belgisch     | 2001-04-21 | 21     | Herentals               | België           | hartstilstand                                                 | [ 77 ] |
| Glenn Fockaert             | Belgisch     | 2001-03-10 | 20     | ?                       | België           | ?                                                             | [ 76 ] |
| Ricardo Otxoa              | Spaans       | 2001-02-15 | 32     | Cártama                 | Spanje           | verkeersongeval tijdens training                              | aangereden door auto samen met zijn broer Javier Otxoa, die na een coma van twee maanden het ongeval overleefde, maar in 2018 als gehandicapte sterft nog altijd ten gevolge daarvan |
| José Antonio Espinosa      | Spaans       | 1996-10-20 | 26     | Fuenlabrada             | Spanje           | verkeersongeval tijdens training                              | |
| Michela Fanini             | Italiaans    | 1994-10-16 | 21     | Capannori               | Italië           | verkeersongeval tijdens training                              | |
| Antonio Martín             | Spaans       | 1994-02-11 | 23     | Madrid                  | Spanje           | verkeersongeval tijdens training                              | |
| Gerrit Ratterman           | Nederlands   | 1988-11-04 | 33     | Mijdrecht               | Nederland        | verkeersongeval tijdens training                              | |
| Piet Franken               | Nederlands   | 1981-03-14 | 32     | Gran Canaria            | Spanje           | verkeersongeval tijdens training                              | |
| Ernst Feya                 | Duits        | 1927-09-01 | 28     | Oerlikonbaan Zürich     | Zwitserland      | val tijdens training                                          | |
| Ottavio Bottecchia         | Italiaans    | 1927-07-27 | 32     | Gemona del Friuli       | Italië           | vermoord                                                      | schedelbasisfractuur opgelopen onder mysterieuze omstandigheden |
| Franz Suter                | Zwitsers     | 1914-06-01 | 24     | Courbevoie              | Frankrijk        | verkeersongeluk tijdens training                              | gegrepen bij spoorwegovergang |
| Paul Albert                | Duits        | 1903-05-15 | 25     | Gau-Algesheim           | Duitse Rijk      | verkeersongeluk                                               | op weg naar wedstrijd Parijs-Madrid |